# Frente de Izquierda y de Trabajadores - Unidad
El Frente de Izquierda y de Trabajadores - Unidad (FIT-U) es una coalición electoral argentina de izquierda. Conformado con vistas a las elecciones presidenciales de 2011, está integrado por el Partido de los Trabajadores Socialistas (PTS), el Partido Obrero (PO) e Izquierda Socialista (IS). El frente fue concebido bajo el nombre «Frente de Izquierda y de los Trabajadores», pero desde las elecciones de 2019 el Movimiento Socialista de los Trabajadores (MST) constituye la coalición añadiendo «Unidad» y eliminando el artículo «los» al nombre. También son comunes las referencias como «Frente de Izquierda - Unidad».
Actualmente cuenta con 5 diputados nacionales: Alejandro Vilca (PTS) para el periodo 2021-2025, Christian Castillo (PTS) para el periodo 2023-2027, y Juan Carlos Giordano (IS), Mercedes de Mendieta (IS) y Vilma Ripoll (MST), quienes asumieron tras la renuncia de otros diputados del frente, siguiendo el sistema de bancas rotativas del FIT-U, donde cada diputado renuncia después de cierto tiempo. Con este sistema, ya rotaron Myriam Bregman (PTS), Romina Del Plá (PO), Mónica Schlotthauer (IS), Vanina Biasi (PO) y Nicolás del Caño (PTS), restando aún la rotación de Christian Castillo con Fernando Sacarelo (MST).

## Historia

Primer logo del Frente de Izquierda y de los Trabajadores, utilizado hasta 2019.

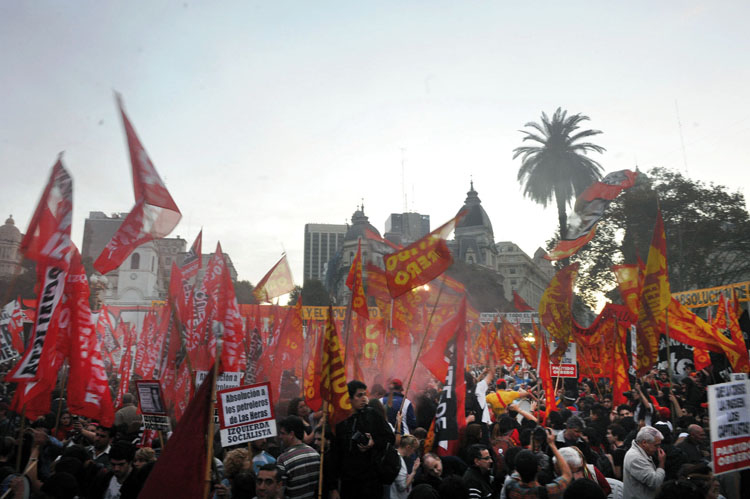
El Frente de Izquierda en una marcha en la Plaza de Mayo.

En 2009 el Congreso de la Nación Argentina sancionó la Ley de Democratización de la Representación Política, la Transparencia y la Equidad Electoral, la cual estableció nuevos requisitos para la presentación de agrupaciones políticas, precandidatos y su presentación en elecciones. Entre los requisitos se encuentran la presentación de avales de los candidatos de entre el uno y dos por mil de los inscriptos en el padrón y la obligación de contar con un mínimo de uno y medio por ciento (1,5%) de los de los votos válidamente emitidos. Ante este panorama, los partidos que conforman el frente se opusieron a la misma por considerarla proscriptiva.
El 14 de abril de 2011, se presentó el frente, con una conferencia de prensa en el Hotel Bauen. El 27 de abril se presentaron los candidatos, Jorge Altamira y Christian Castillo como fórmula presidencial Myriam Bregman y José Castillo como fórmula para la Jefatura de Gobierno porteño, Marcelo Ramal como primer legislador en la Ciudad de Buenos Aires, José Montes como candidato a gobernador de la provincia de Buenos Aires, Néstor Pitrola como candidato a diputado nacional y Edgardo Reynoso como candidato a senador nacional.
También declararon su apoyo al Frente de Izquierda organizaciones como el PSTU, Convergencia de Izquierda, MIR, MP La Dignidad , Opción Socialista, POR-Masas, Movimiento 20 de Diciembre, Pueblo en Marcha, CC-POR, Comunismo Revolucionario, Causa Obrera, FUT.

## Propuestas
El Frente de Izquierda presentó los siguientes Diez Puntos Programáticos para las elecciones de 2023:
1. Nuestras vidas primero: Plata para educación, salud y trabajo, no para el Fondo Monetario Internacional.
2. Trabajo para todos y todas: Reparto de las horas de trabajo entre ocupados y desocupados, mediante reducción de la jornada laboral a 6 horas, 5 dias a la semana.
3. Unificación y centralización del sistema de salud: Ningún negocio privado con nuestras vidas.
4. Los servicios públicos son un derecho, no un negocio para unos pocos: Estatización de todas las privatizadas bajo control de sus trabajadores y usuarios.
5. Aumento inmediato de salarios y jubilaciones: Ninguna familia debe ganar menos de lo que cuesta la canasta familiar.
6. No a la megaminería y el uso indiscriminado de agrotóxicos: No a la explotación de nuestros recursos a costa de muerte y contaminación.
7. Que los funcionarios cobren como una maestra: Los legisladores, funcionarios y jueces tienen que ganar lo mismo que un obrero especializado o una maestra.
8. Basta de despidos y precarización: Prohibición de despidos y suspensiones.
9. Con nuestro futuro y nuestros abuelos y abuelas no: Anulación de la reforma previsional. Por el 82% móvil y el aumento del haber mínimo que cubra la canasta de los jubilados.
10. Eliminación del IVA de la canasta familiar: Anular los impuestos recesivos que afectan la economía del pueblo trabajador.

Además, en 2020 Myriam Bregman propuso la nacionalización del comercio exterior y la banca, y en 2024 el dirigente de Izquierda Socialista, Rubén "El Pollo" Sobrero declaró que, de ganar las elecciones, nacionalizaría el ferrocarril bajo control de sus trabajadores, cargando los gastos sobre el ferrocarril de mercancías, incluso destacando la posibilidad de ofrecer la gratuidad del boleto de tren de pasajero a nivel nacional.

## Financiamiento y difusión
El Frente de Izquierda cuenta con los aportes de militantes y simpatizantes. Los partidos que integran el frente poseen diversos medios de comunicación, editando semanarios como Prensa Obrera, El Socialista, Periodismo de Izquierda o La Izquierda Diario. 
Como otras agrupaciones, el Frente de Izquierda impugnó la resolución de un juez federal de la Provincia de Buenos Aires, que había dictaminado que las boletas electorales debían ser provistas por el partido, al considerar que esa decisión era discriminatoria, proscriptiva y antidemocrática porque obliga a que los partidos tengan una logística que requiere muchos recursos. Finalmente, la Cámara Nacional Electoral anunció que coordinará la distribución excepcional con el Correo oficial para garantizar un mínimo de boletas por mesa de votación.

## Acuerdos de rotación de bancas
El Frente de Izquierda desde su fundación en 2011, cumple con los acuerdos de rotación de bancas, según el cual los legisladores votados en todos los distritos: nacional, provincial o municipal, renuncian a su banca en medio del mandato para que los legisladores de otros partidos integrantes del frente pueda ingresar a la legislatura.
El tiempo y orden por el que entran los legisladores es decidido en función de los votos recibidos en caso de una "interna" durante las elecciones Primarias, Abiertas, Simultáneas y Obligatorias, como es ejemplo de las elecciones de 2023.

## Partidos que lo integran
| Partido | Partido | Partido                                   | Presidente               | Ideología              | Posición  |
| ------- | ------- | ----------------------------------------- | ------------------------ | ---------------------- | --------- |
|         |         | Partido Obrero                            | Gabriel Solano           | Trotskismo             | Izquierda |
|         |         | Partido de los Trabajadores Socialistas   | José Montes              | Trotskismo             | Izquierda |
|         |         | Izquierda Socialista                      | Graciela Virginia Fariña | Trotskismo (morenista) | Izquierda |
|         |         | Movimiento Socialista de los Trabajadores | Alejandro Bodart         | Trotskismo (morenista) | Izquierda |

## El FIT en elecciones

### Elecciones de 2011

#### Elecciones presidenciales
En las elecciones primarias la fórmula Jorge Altamira-Christian Castillo obtuvo el 2,48% logrando superar el piso del 1,5% establecido por ley para participar de las generales. En las presidenciales de 2011 la fórmula Altamira-Castillo obtuvo el 2,31% (497.082 votos), ubicándose en sexto lugar.

#### Elecciones enNeuquén
En las elecciones de la provincia de Neuquén de 2011, el Frente se presentó como tal por primera vez bajo la denominación Izquierda para una Opción Socialista. Patricia Jure, candidata a gobernadora, consiguió el 2,56% de los votos, mientras que la lista presentada para diputados provinciales obtuvo el 3,60% de los sufragios, porcentaje con el cual logró un representante que rotará anualmente entre Alejandro López, Raúl Godoy, Angélica Lagunas y Gabriela Suppicich, por las cuatro fuerzas integrantes del frente. Alejandro López, trabajador de la fábrica de cerámicos Fasinpat (ex-Zanon) declaró que «Nos votaron porque planteamos una forma diferente de hacer política […] cobraremos el mismo salario que tenemos en la fábrica y el resto irá a un fondo de huelga para compañeros en conflicto, y tomaremos las principales decisiones en asamblea».

#### Elecciones en laCiudad de Buenos Aires
En las elecciones de la ciudad de Buenos Aires Myriam Bregman obtuvo 13.600 votos para Jefe de Gobierno, lo que representó al 0,77% de los sufragios.

#### Elecciones enCórdoba
En las elecciones de la provincia de Córdoba, el Frente de Izquierda se ubicó en cuarto lugar con el 1,40% (24.627 votos), lo que le permitió retener la banca en la legislatura cordobesa.

### Elecciones de 2013
El Frente continuó para las elecciones legislativas que se desarrollaron en agosto y octubre de 2013 en las PASO y elecciones generales, respectivamente, obteniendo resultados históricos para la izquierda revolucionaria en Argentina. Se consiguió ingresar a varios legisladores provinciales y a tres diputados nacionales: Néstor Pitrola (PO) por la provincia de Buenos Aires, Pablo López (PO) por Salta, y Nicolás del Caño (PTS) por Mendoza. Además se duplicaron los votos obtenidos con respecto a la elección anterior tanto en provincias donde la izquierda era fuerte, como en las que menos fuerza tenía.[cita requerida]
Sin embargo los partidos integrantes del Frente tuvieron diferentes actitudes respecto a los cargos obtenidos. El PO pretendió integrar un único bloque legislativo anotando a sus diputados Pitrola y López en un bloque denominado "Frente de Izquierda", mientras que el PTS inscribió su banca (Del Caño) en nombre propio. Este hecho fue caracterizado como una "usurpación política" por parte del primero. La situación se repitió luego de que Pitrola renunciase a su banca para dejar el lugar a la candidata del PTS Myriam Bregman.

### Elecciones de 2015
En las elecciones primarias, el frente presentó dos fórmulas de las cuales resultó proclamada para participar de las elecciones presidenciales la conformada por Nicolás del Caño y Myriam Bregman. 
En las elecciones generales, esta fórmula obtuvo el cuarto lugar.
Además consiguió una nueva banca en la Cámara de Diputados ocupada por Néstor Pitrola.

### Elecciones de 2017
Este año se alcanzó un acuerdo tanto para la conformación de listas únicas además de un sistema de rotación de bancas a nivel nacional.
Las candidaturas fueron presentadas el 22 de junio de ese mismo año. En estas elecciones el FIT presentó listas en 22 de los 24 distritos del país (siendo uno de los frentes electorales con mayor presencia a nivel nacional). El Frente quedó habilitado para las elecciones generales en 21 de las 22 provincias en las que presentó lista. La única excepción fue en el distrito de San Juan, donde obtuvo 1,47% quedando inhabilitado por escaso margen.
En las elecciones generales del 22 de octubre conquistó casi 1 300 000 votos a nivel nacional aumentando en 40% la votación obtenida en las primarias. Esta votación significa la mejor en la historia del agrupamiento hasta el momento y le permitió ingresar dos representantes nacionales por la provincia de Buenos Aires: Nicolás Del Caño (PTS) y Romina del Plá (PO) como así también dos legisladores porteños: Myriam Bregman (PTS) y Gabriel Solano (IS), diputados provinciales y numerosos concejales en los municipios del país.
Un caso particular fue el de la provincia de Jujuy donde el Frente obtuvo casi 20%, la cifra más alta obtenida para una elección nacional. Si bien no fue suficiente para que ingresara un diputado (dado que fue superado por escaso margen por el frente kirchnerista) le permite el acceso a 4 bancas en la legislatura provincial.

### Elecciones de 2019
Para las elecciones de 2019 los partidos integrantes del FIT se lanzaron a la conquista de voluntades para ampliar el frente. En ese sentido el 8 de mayo se realizó una reunión con dirigentes de Autodeterminación y Libertad un partido autonomista que tiene como referente a Luis Zamora, quien rechazó la propuesta. El dirigente del PO, Gabriel Solano, anunció la extensión de la convocatoria al resto de los partidos de izquierda para formar «una lista única permite que la izquierda en el terreno electoral concentre sus energías en enfrentar a las fuerzas políticas patronales»
Finalmente, el 13 de junio, se dio a conocer que la unión entre el FIT y el Movimiento Socialista de los Trabajadores, de tradición morenista. El frente, que pasó a denominarse Frente de Izquierda y de Trabajadores - Unidad, fue rubricado tras la publicación de un "acuerdo programático" que incluye 20 puntos. Según aclara ese acuerdo no se implica una integración plena del MST sino el inicio de "una experiencia común" en el terreno electoral debido a "la crítica situación y la catástrofe que amenaza al pueblo trabajador" y de cuyo resultado dependerá que se realicen acuerdos mayores en el futuro.
La fórmula que se presentó en estas elecciones era la de Nicolás Del Caño (PTS) como presidente y Romina Del Pla (PO) como vicepresidente. Su número de lista era la 133.
En la primera tanda de elecciones provinciales de ese año, el frente retrocedió en porcentaje en todas ellas. Respecto de las elecciones legislativas de 2017 cayó en Mendoza de 11,69% a 3,67%, en Jujuy -donde había obtenido un resultado histórico- de 17,74% a 3,15%, en Córdoba de 3,30% a 2,59% y en Tucumán de 4,75% a 1%. En otras provincias como Santa Fe, Neuquén, Río Negro y Misiones también se registró una merma en el desempeño electoral, aunque en menor magnitud que las anteriores. En las elecciones presidenciales obtuvieron 2,83% de los votos válidos en las PASO y 2,12% en las elecciones generales.
Esta campaña del frente ampliado se desarrolló en el contexto de la crisis interna que el PO sufrió ese año, lo que repercutió en su desarrollo. La crisis devino en la aparición de dos grupos internos en el seno de ese partido, uno agrupado en torno al Comité Central electo en ese año y el otro alrededor de figuras públicas de larga trayectoria militante como Altamira y Marcelo Ramal, que en esas circunstancias constituyeron, junto a otros militantes partidarios, una fracción pública interna. En su documento fundacional la fracción pública denuncia que el CC ha excluido a sus integrantes de las listas, en particular, Marcelo Ramal que había sido elegido para integrar la nómina de diputados nacionales en una conferencia electoral nacional del PO y luego fue revocado en una conferencia distrital posterior.
En ese contexto la dirección de los principales partidos del frente buscaron aislar la crisis y apuntar a la conquista de votantes referenciados con el centroizquierdismo.

### Elecciones de 2021
En las elecciones legislativas de 2021 el Frente presentó listas internas de cara a las primarias dado que el MST, que se había integrado en la coalición el año anterior, presentó sus propias listas en la mayor parte de las provincias.

### Elecciones de 2023
De cara a las elecciones PASO de 2023, el Frente de Izquierda presentó dos listas: la 136-A "Unir y Fortalecer a la Izquierda" integrada por el PTS e Izquierda Socialista, cuyos precandidatos a Presidenta y Vicepresidente fueron Myriam Bregman y Nicolás del Caño, ambos del PTS; y la lista 136-B "Unidad de Luchadores y la Izquierda" integrada por el PO y el MST, cuyos precandidatos a Presidente y Vicepresidenta fueron Gabriel Solano del PO y Vilma Ripoll del MST. Finalmente resultó electa la lista 136-A.
En las elecciones generales, la candidatura de Myriam Bregman y Nicolás del Caño alcanzó un 2,69% de los votos a nivel nacional, quedando fuera del Balotaje, y alcanzó un 3,24% en las elecciones legislativas, consiguiendo una banca en el Congreso de la Nación por la Provincia de Buenos Aires, la cual sería ocupada por Christian Castillo del PTS.

## Resultados en elecciones nacionales

### Presidenciales
|  | 2,35 % |

|  | 2,30 % |

|  | 1,67 % |

|  | 3,23 % |

|  | 1,58 % |

|  | 2,83 % |

|  | 2,16 % |

|  | 1,87 % |

|  | 2,70 % |

|  | 0,79 % |

### Legislativas

#### Cámara de Diputados
|  | 2.82 % |

|  | 5.25 % |

|  | 4.18 % |

|  | 4.90 % |

|  | 2.96 % |

|  | 5.41 % |

|  | 3.24 % |

#### Cámara de Senadores
|  | 0 % |

|  | 0 % |

|  | 0 % |

|  | 4.59 % |

|  | 2.88 % |

|  | 3.28 % |

|  | 4,22 % |

## Representación parlamentaria

### Diputados nacionales

#### 2013
En las elecciones del 2013 obtuvo tres bancas en la Cámara de Diputados.
- Buenos Aires: Néstor Pitrola (PO, diciembre de 2013 – junio de 2015); Myriam Bregman (PTS, junio de 2015 – diciembre de 2016); Juan Carlos Giordano (IS, diciembre de 2016 – diciembre de 2017)
- Mendoza: Nicolás del Caño (PTS, diciembre de 2013 – diciembre de 2015); Soledad Sosa (PO, diciembre de 2015 – diciembre de 2017)[47]
- Salta: Pablo López (PO, diciembre de 2013 – diciembre de 2017)

#### 2015
En las elecciones del 2015 obtuvo una banca en la Cámara de Diputados.
- Buenos Aires: Néstor Pitrola (PO, diciembre de 2015 – junio de 2017); Nathalia González Seligra (PTS, junio de 2017 – abril de 2019); Mónica Schlotthauer (IS, abril - diciembre de 2019)

#### 2017
En las elecciones del 2017 obtuvo dos bancas en la Cámara de Diputados.
- Buenos Aires: Nicolás del Caño (PTS, diciembre de 2017 - abril de 2020); Mónica Schlotthauer (IS, abril - diciembre de 2021)
- Buenos Aires: Romina Del Plá (PO, diciembre de 2017 - diciembre de 2020); Juan Carlos Giordano (IS, diciembre de 2020 – diciembre de 2021)

#### 2021
En las elecciones del 2021 obtuvo cuatro bancas en la Cámara de Diputados.
- Buenos Aires: Nicolás del Caño (PTS, diciembre de 2021 - julio de 2025); Juan Carlos Giordano (IS, desde julio de 2025)
- Buenos Aires: Romina Del Plá (PO, diciembre de 2021 - junio de 2024); Mónica Schlotthauer (IS, junio de 2024 - abril de 2025); Vilma Ripoll (desde abril de 2025)
- Ciudad Autónoma de Buenos Aires: Myriam Bregman (PTS, diciembre de 2021 - junio de 2024); Vanina Biasi (PO, junio de 2024 - julio de 2025);[48] Mercedes de Mendieta (IS, desde julio de 2024)
- Jujuy: Alejandro Vilca (PTS, desde diciembre de 2021)

#### 2023
En las elecciones del 2023 obtuvo una banca en la Cámara de Diputados.
- Buenos Aires: Christian Castillo (PTS, desde diciembre de 2023)

| Interbloque Frente de Izquierda y de Trabajadores - Unidad Presidente: Christian Castillo | Interbloque Frente de Izquierda y de Trabajadores - Unidad Presidente: Christian Castillo | Interbloque Frente de Izquierda y de Trabajadores - Unidad Presidente: Christian Castillo | Interbloque Frente de Izquierda y de Trabajadores - Unidad Presidente: Christian Castillo | Interbloque Frente de Izquierda y de Trabajadores - Unidad Presidente: Christian Castillo | Interbloque Frente de Izquierda y de Trabajadores - Unidad Presidente: Christian Castillo | Interbloque Frente de Izquierda y de Trabajadores - Unidad Presidente: Christian Castillo | Interbloque Frente de Izquierda y de Trabajadores - Unidad Presidente: Christian Castillo | Interbloque Frente de Izquierda y de Trabajadores - Unidad Presidente: Christian Castillo |
| Retrato                                                                                   | Nombre                                                                                    | Partido                                                                                   | Provincia                                                                                 | Mandato legal                                                                             | Mandato legal                                                                             | Mandato real                                                                              | Mandato real                                                                              | Rotación                                                                                  |
| Retrato                                                                                   | Nombre                                                                                    | Partido                                                                                   | Provincia                                                                                 | Inicio                                                                                    | Fin                                                                                       | Inicio                                                                                    | Fin                                                                                       | Rotación                                                                                  |
| ----------------------------------------------------------------------------------------- | ----------------------------------------------------------------------------------------- | ----------------------------------------------------------------------------------------- | ----------------------------------------------------------------------------------------- | ----------------------------------------------------------------------------------------- | ----------------------------------------------------------------------------------------- | ----------------------------------------------------------------------------------------- | ----------------------------------------------------------------------------------------- | ----------------------------------------------------------------------------------------- |
|                                                                                           | Juan Carlos Giordano                                                                      | IS                                                                                        | Buenos Aires                                                                              | 10/12/2021                                                                                | 9/12/2025                                                                                 | 02/07/2025                                                                                | En el cargo                                                                               | Asumió tras la renuncia de Nicolás del Caño del PTS                                       |
|                                                                                           | Vilma Ripoll                                                                              | MST                                                                                       | Buenos Aires                                                                              | 10/12/2021                                                                                | 9/12/2025                                                                                 | 16/04/2025                                                                                | En el cargo                                                                               | Asumió tras la renucia de Mónica schlotthauer de IS                                       |
|                                                                                           | Christian Castillo                                                                        | PTS                                                                                       | Buenos Aires                                                                              | 10/12/2023                                                                                | 9/12/2027                                                                                 | 10/12/2023                                                                                | En el cargo                                                                               |                                                                                           |
|                                                                                           | Mercedes de Mendieta                                                                      | IS                                                                                        | Ciudad de Buenos Aires                                                                    | 10/12/2021                                                                                | 9/12/2025                                                                                 | 02/07/2025                                                                                | En el cargo                                                                               | Asumió tras la renuncia de Vanina Biasi del PO                                            |
|                                                                                           | Alejandro Vilca                                                                           | PTS                                                                                       | Jujuy                                                                                     | 10/12/2021                                                                                | 9/12/2025                                                                                 | 10/12/2021                                                                                | En el cargo                                                                               |                                                                                           |

#### Cronología
Diputados Nacionales del Frente de Izquierda y de Trabajadores - Unidad desde el año 2011

### Legisladores provinciales
| Retrato                                             | Nombre                                              | Partido                                             | Mandato legal                                       | Mandato legal                                       | Mandato real                                        | Mandato real                                        | Rotación                                             |
| Retrato                                             | Nombre                                              | Partido                                             | Inicio                                              | Fin                                                 | Inicio                                              | Fin                                                 | Rotación                                             |
| Cámara de Diputados de la Provincia de Buenos Aires | Cámara de Diputados de la Provincia de Buenos Aires | Cámara de Diputados de la Provincia de Buenos Aires | Cámara de Diputados de la Provincia de Buenos Aires | Cámara de Diputados de la Provincia de Buenos Aires | Cámara de Diputados de la Provincia de Buenos Aires | Cámara de Diputados de la Provincia de Buenos Aires | Cámara de Diputados de la Provincia de Buenos Aires  |
| --------------------------------------------------- | --------------------------------------------------- | --------------------------------------------------- | --------------------------------------------------- | --------------------------------------------------- | --------------------------------------------------- | --------------------------------------------------- | ---------------------------------------------------- |
|                                                     | Laura Cano                                          | PTS                                                 | 10/12/2021                                          | 9/12/2025                                           | 12/04/2023                                          | En el cargo                                         | Asumió tras la renuncia de Graciela Calderón de IS   |
|                                                     | Guillermo Pacagnini                                 | MST                                                 | 10/12/2021                                          | 9/12/2025                                           | 12/12/2024                                          | En el cargo                                         | Asumió tras la renuncia de Guillermo Kane del PO     |
| Legislatura de la Ciudad Autónoma de Buenos Aires   |                                                     |                                                     |                                                     |                                                     |                                                     |                                                     |                                                      |
| Foto de Mercedes Trimarchi                          | Mercedes Trimarchi                                  | IS                                                  | 10/12/2021                                          | 9/12/2025                                           | 13/6/2024                                           | En el cargo                                         | Asumió tras la renuncia de Alejandrina Barry del PTS |
|                                                     | Gabriel Solano                                      | PO                                                  | 10/12/2021                                          | 9/12/2025                                           | 10/12/2021                                          | En el cargo                                         |                                                      |
|                                                     | Andrea D'Atri                                       | PTS                                                 | 10/12/2023                                          | 9/12/2027                                           | 12/12/2024                                          | En el cargo                                         | Asumió tras la renuncia de Celeste Fierro del MST    |
|                                                     | Vanina Biasi                                        | PO                                                  | 10/12/2025                                          | 9/12/2029                                           | Electa                                              | Electa                                              |                                                      |
| Legislatura de la Provincia del Chubut              |                                                     |                                                     |                                                     |                                                     |                                                     |                                                     |                                                      |
|                                                     | Santiago Vasconcelos                                | PO                                                  | 10/12/2023                                          | 9/12/2027                                           | 10/12/2023                                          | En el cargo                                         |                                                      |
| Legislatura de la Provincia de Córdoba              |                                                     |                                                     |                                                     |                                                     |                                                     |                                                     |                                                      |
|                                                     | Luciana Echevarría                                  | MST                                                 | 10/12/2023                                          | 9/12/2027                                           | 10/12/2023                                          | En el cargo                                         |                                                      |
| Legislatura de la Provincia de Jujuy                |                                                     |                                                     |                                                     |                                                     |                                                     |                                                     |                                                      |
|                                                     | Leonardo Rivero                                     | MST                                                 | 10/12/2023                                          | 9/12/2027                                           | 10/12/2023                                          | En el cargo                                         | Asumió tras la renuncia de Miguél López del PTS      |
|                                                     | Natalia Morales                                     | PTS                                                 | 10/12/2023                                          | 9/12/2027                                           | 10/12/2023                                          | En el cargo                                         |                                                      |
|                                                     | Gastón Remy                                         | PTS                                                 | 10/12/2023                                          | 9/12/2027                                           | 10/12/2023                                          | En el cargo                                         |                                                      |
|                                                     | Alejandro Vilca                                     | PTS                                                 | 10/12/2025                                          | 9/12/2029                                           | Electo                                              | Electo                                              |                                                      |
|                                                     | Lamia Nahir Debbo                                   | PTS                                                 | 10/12/2025                                          | 9/12/2029                                           | Electa                                              | Electa                                              |                                                      |
| Legislatura de la Provincia de Neuquén              |                                                     |                                                     |                                                     |                                                     |                                                     |                                                     |                                                      |
|                                                     | Tomás Andrés Blanco                                 | PTS                                                 | 10/12/2023                                          | 9/12/2027                                           | 10/12/2023                                          | En el cargo                                         |                                                      |
|                                                     | Julieta Ocampo                                      | IS                                                  | 10/12/2023                                          | 9/12/2027                                           | 10/12/2023                                          | En el cargo                                         | Asumió tras la renuncia de Gabriela Suppicich del PO |

## Representación provincial

### 2023-2025
| Provincia        | Legisladores nacionales | Legisladores nacionales | Partido o coalición                                                                            | Legisladores provinciales | Legisladores provinciales | Situación     | Duración |
| Provincia        | Diputados               | Senadores               | Partido o coalición                                                                            | Diputados                 | Senadores                 | Situación     | Duración |
| ---------------- | ----------------------- | ----------------------- | ---------------------------------------------------------------------------------------------- | ------------------------- | ------------------------- | ------------- | -------- |
| Buenos Aires     | 3/70                    | 0/3                     | Frente de Izquierda y de Trabajadores - Unidad                                                 | 2/92                      | 0/46                      | Oposición     | 2025     |
| CABA             | 1/25                    | 0/3                     | Frente de Izquierda y de Trabajadores - Unidad                                                 | 3/60                      |                           | Oposición     | 2025     |
| Catamarca        | 0/5                     | 0/3                     | Frente de Izquierda y de Trabajadores - Unidad                                                 | 0/41                      | 0/16                      | Sin presencia | 2025     |
| Chaco            | 0/7                     | 0/3                     | Partido del Obrero                                                                             | 0/32                      |                           | Sin presencia | 2025     |
| Chubut           | 0/5                     | 0/3                     | Frente de Izquierda y de Trabajadores - Unidad                                                 | 1/27                      |                           | oposición     | 2025     |
| Córdoba          | 0/18                    | 0/3                     | Frente de Izquierda y de Trabajadores - Unidad MST - Nueva Izquierda                           | 1/70                      |                           | Oposición     | 2025     |
| Entre Ríos       | 0/9                     | 0/3                     | Nueva Izquierda                                                                                | 0/34                      | 0/17                      | Sin presencia | 2025     |
| Jujuy            | 1/6                     | 0/3                     | Frente de Izquierda y de Trabajadores - Unidad                                                 | 3/48                      |                           | Oposición     | 2025     |
| La Pampa         | 0/5                     | 0/3                     | Frente de Izquierda y de Trabajadores - Unidad                                                 | 0/30                      |                           | Sin presencia | 2025     |
| La Rioja         | 0/5                     | 0/3                     | Frente de Izquierda y de Trabajadores - Unidad                                                 | 0/36                      |                           | Sin presencia | 2025     |
| Mendoza          | 0/10                    | 0/3                     | Frente de Izquierda y de Trabajadores - Unidad                                                 | 0/48                      | 0/38                      | Sin presencia | 2025     |
| Misiones         | 0/7                     | 0/3                     | Partido del Obrero                                                                             | 0/40                      |                           | Sin presencia | 2025     |
| Neuquén          | 0/5                     | 0/3                     | Frente de Izquierda y de Trabajadores - Unidad PTS - Frente de Izquierda y de los Trabajadores | 2/35                      |                           | Oposición     | 2025     |
| Río Negro        | 0/5                     | 0/3                     | Frente de Izquierda y de Trabajadores - Unidad                                                 | 0/46                      |                           | Sin presencia | 2025     |
| Salta            | 0/7                     | 0/3                     | Frente de Izquierda y de Trabajadores - Unidad                                                 | 0/60                      | 0/23                      | Sin presencia | 2025     |
| San Juan         | 0/6                     | 0/3                     | Frente de Izquierda y de Trabajadores - Unidad                                                 | 0/36                      |                           | Sin presencia | 2025     |
| San Luis         | 0/5                     | 0/3                     | Frente de Izquierda y de Trabajadores - Unidad                                                 | 0/43                      | 0/9                       | Sin presencia | 2025     |
| Santa Cruz       | 0/5                     | 0/3                     | Frente de Izquierda y de Trabajadores - Unidad                                                 | 0/24                      |                           | sin presencia | 2025     |
| Santa Fe         | 0/19                    | 0/3                     | Frente de Izquierda y de Trabajadores - Unidad                                                 | 0/50                      | 0/19                      | Sin presencia | 2025     |
| Tierra del Fuego | 0/5                     | 0/3                     | Partido Obrero                                                                                 | 0/15                      |                           | Sin presencia | 2025     |
| Tucumán          | 0/9                     | 0/3                     | Frente de Izquierda y de Trabajadores - Unidad                                                 | 0/49                      |                           | Sin presencia | 2025     |